# Мордохович Давид Мильсович
Давид Мильсович Мордохович (Мінський; 18 липня 1906, Бєльськ — дата смерті невідома) — радянський театральний художник і оформлювач; член Спілки радянських художників України.

## Біографія
Народився 18 липня 1906 року в селі Бєльську (нині Іркутська область, Росія). 1927 року закінчив Іркутське художнє училище; протягом 1929—1931 років навчався у Вищому художньо-технічному інституті у Москві; 1937 року закінчив Московський архітектурний інститут. Вчився у І. Капулєва.
Брав участь у німецько-радянській війні. Після війни працював у Києві, мешкав у будинку на вулиці Ломоносова, № 19/9, квартира № 35.

## Творчість
Працював у галузях театрально-декораційного та оформлювального мистецтва. Серед робіт:
- ескізи декорацій та костюмів до вистав Вільяма Шекспіра «Ромео і Джульєтта» (1939; Свердловський драматичний театр), «Отелло»  (1940, Ашхабадський театр драми),  «Сон літньої ночі» (1945, драматичний театр в Улан-Уде);
- оформлення павільйону УРСР на Міжнародному ярмарку в Марселі (1959); оформлення виставки образотворчого мистецтва на Декаді української літератури і мистецтва у Москві (1960) та інше.